# Benoni S. Fuller
Benoni Stinson Fuller, född 13 november 1825 i Warrick County i Indiana, död 14 april 1903 i Boonville i Indiana, var en amerikansk politiker (demokrat). Han var ledamot av USA:s representanthus 1875–1879.
Fuller efterträdde 1875 William E. Niblack som kongressledamot och efterträddes 1879 av William Heilman.
Fuller ligger begravd på Old Boonville Cemetery i Boonville.